# Vietnam International 2002
Die Vietnam International 2002 im Badminton fanden Ende März 2002 statt.

## Sieger und Platzierte
| Disziplin    | Gold                                    | Silber                                    | Bronze                                         |
| ------------ | --------------------------------------- | ----------------------------------------- | ---------------------------------------------- |
| Herreneinzel | Jakrapan Thanathiratham                 | Nguyễn Tiến Minh                          | Thirayu Laohathaimongkol                       |
| Herreneinzel | Jakrapan Thanathiratham                 | Nguyễn Tiến Minh                          | Adisak Wirayapadongpong                        |
| Dameneinzel  | Wu Huimin                               | Wu Ying                                   | Salakjit Ponsana                               |
| Dameneinzel  | Wu Huimin                               | Wu Ying                                   | Benjaporn Thienrajkij                          |
| Herrendoppel | Hendri Kurniawan Saputra Denny Setiawan | Sudket Prapakamol Jakrapan Thanathiratham | Gan Teik Chai Fairuzizuan Tazari               |
| Herrendoppel | Hendri Kurniawan Saputra Denny Setiawan | Sudket Prapakamol Jakrapan Thanathiratham | Koo Kien Keat Ong Soon Hock                    |
| Damendoppel  | Wu Huimin Wu Ying                       | Hà Thị Kim Nhân Nguyễn Hạnh Dung          | Lê Thị Thanh Thuỷ Nguyễn Thị Phương Thảo       |
| Damendoppel  | Wu Huimin Wu Ying                       | Hà Thị Kim Nhân Nguyễn Hạnh Dung          | Molthila Meemeak Benjaporn Thienrajkij         |
| Mixed        | Sudket Prapakamol Salakjit Ponsana      | Trần Đức Sang Nguyễn Hạnh Dung            | Zhao Lei Wu Huimin                             |
| Mixed        | Sudket Prapakamol Salakjit Ponsana      | Trần Đức Sang Nguyễn Hạnh Dung            | Thirayu Laohathaimongkol Benjaporn Thienrajkij |